# Дресва (Кировская область)
Дресва — деревня в Оричевском районе Кировской области в составе Пустошенского сельского поселения.

## География
Расположена на расстоянии примерно 10 км по прямой на юг от райцентра поселка Оричи.

## История
Известна с 1678 как займище Алешки Хренова с 2 дворами. В 1765 году здесь уже 100 жителей. В 1873 году здесь (займище Алексея Хренова или Дресва) было дворов 20 и жителей 123, в 1905 1 и 7, в 1926 (деревня Дресва или Алексея Хренова) 54 и 283, в 1950 46 и 140, в 1989 оставалось 50 жителей. Настоящее название утвердилось с 1939 года.

## Население
Постоянное население  составляло 31 человек (русские 100%) в 2002 году, 13 в 2010.